# Félix Suárez Inclán
Félix Suárez-Inclán y González-Villar (Avilés, 23 de junio de 1854 – Madrid, 1939) fue un abogado y político español, ministro de Agricultura, Industria, Comercio y Obras Públicas durante la regencia de María Cristina de Habsburgo-Lorena y ministro de Hacienda durante el reinado de Alfonso XIII .

## Biografía

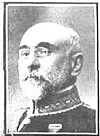
Suárez Inclán fotografiado por Compañy.

Hijo del Abogado, periodista y ministro de Ultramar Estanislao Suárez Inclán. Tras licenciarse en Derecho y en Filosofía y Letras en la Universidad Central de Madrid oposita a registrador de la propiedad obteniendo el número uno de su promoción y ejerciendo como tal en Puenteareas y Reus hasta 1886 año en el que se traslada a Madrid para ejercer la abogacía e iniciar su carrera política como militante del Partido Liberal con el que participará desde 1886 a 1923 en las sucesivas elecciones legislativas obteniendo escaños por Oviedo, Cuba y Albacete. Asimismo fue senador por Orense en 1923.
Fue ministro de Agricultura, Industria, Comercio y Obras Públicas entre el 31 de mayo y el 15 de noviembre de 1902 y ministro de Hacienda entre el 31 de diciembre de 1912 y el 27 de octubre de 1913 y entre el 3 y el 15 de septiembre de 1923.
Félix Suárez Inclán es el abuelo de Antonio Lacasa y Suárez-Inclán (f. Soto del Real (Madrid), 22 de octubre de 1991),  casado con María Almudena de Sedano y Loriga, III condesa de Casa Sedano.